# Xã Buckeye, Quận Kidder, Bắc Dakota
Xã Buckeye (tiếng Anh: Buckeye Township) là một xã thuộc quận Kidder, tiểu bang Bắc Dakota, Hoa Kỳ. Năm 2010, dân số của xã này là 30 người.